# Botafuego

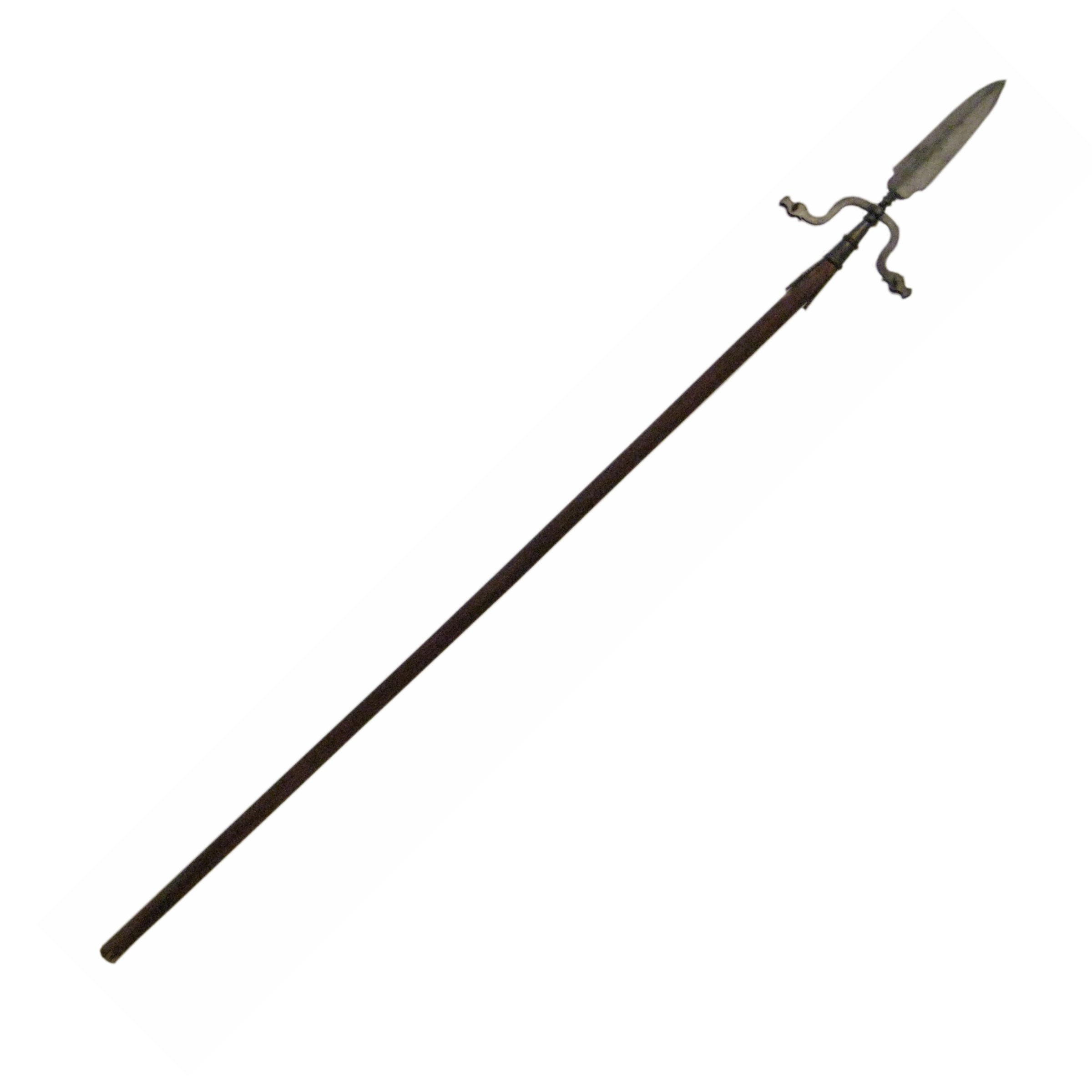
Un botafuego.

Un botafuego (también llamado lintstock) es una vara con un tenedor en un extremo para sostener una mecha lenta encendida. El nombre fue adaptado del holandés Lontstok, "vara de encender". Se utilizaron para disparar cañones en los primeros días de la artillería; el botafuego permitía al artillero pararse lejos del cañón ya que era peligroso aplicar la cerilla encendida al orificio de la recámara del arma: no solo la carga podía producir un llamarada hacia atrás, sino que el retroceso del cañón podía enviar la cureña hacia el artillero.

## Diseño
Los botafuegos tenían un par de ganchos en su extremo para sujetar la mecha lenta y una punta afilada en la base para fijarse en el suelo. En emergencias, ante un ataque enemigo los artilleros podían usar la lanza como arma para defender el cañón.
Al igual que muchos equipos militares de la Edad Moderna, el botafuego podía tener una función adicional; los botafuegos del siglo XVI tenían grabados medidas en pulgadas y un transportador para permitir que el capitán del cañón revisara el ángulo de disparo.

## Obsolescencia
En el siglo XVIII, las piezas de artillería estaban siendo equipadas con dispositivos de disparo de chispa (conocidos como llaves de cañón), lo que dejó obsoleto al botafuego, aunque el botafuego permaneció en servicio en aquellos lugares donde aun se usaba la forma de ignición más antigua, incluida América durante la Guerra de Independencia de los Estados Unidos y partes de Europa durante las Guerras Napoleónicas. Durante la Guerra de 1812 y la Guerra de Secesión, se les proveyó a los artilleros de botafuegos, que se utilizaron cuando fallaban las llaves de chispa y las cápsulas fulminantes de las llaves de percusión.